# Aréobindus
Aréobindus ou Aréobindos (? - mort en 546) est un général byzantin actif durant le règne de Justinien au VIe siècle.

## Biographie
Il est nommé Maître des milices d'Afrique en 545, en remplacement de Serge. Ce dernier s'est montré incapable de contenir les rébellions des Maures qui contestent la présence byzantine dans la région, tout juste rétablie depuis la guerre des Vandales qui a conduit à la destruction du royaume vandale dix ans auparavant. De ce fait, aux côtés d'Athanase, nommé préfet du prétoire de la région, il doit rétablir l'autorité byzantine. Aréobindus est alors déjà âgé, et il manque d'expérience militaire.  
En outre, il semble peu sûr de lui et peine à prendre des décisions et à s'y tenir. Il ordonne à Serge, toujours sur place, et à Jean de combattre Antalas et Stotzas, les chefs rebelles. Ils sont alors près de Sicca Veneria, à trois jours de Carthage, la capitale de la province byzantine. Toutefois, Serge est en conflit avec Jean et refuse de l'assister. De ce fait, Jean est vaincu et tué à Thacia, entraînant la mise à l'écart définitive de Serge. Aréobindus prend alors directement les choses en main. En 546, il se prépare à combattre la coalition rebelle composée de Iaudas, Antalas et Cusina.  
Toutefois, Gontharis, qui devait prendre la tête de l'armée byzanthine, se soulève à son tour. Ce dernier est duc de Numidie et il peut se targuer d'une grande expérience militaire en Afrique. En outre, il n'hésite pas à jouer double jeu, soutenant des révoltes, sans jamais s'opposer frontalement à Aréobindus. Ce dernier, face à la détérioration de la situation, décide de replier ses forces sur Carthage, abandonnant la Numidie et une grande partie de la Byzacène. En regroupant ses hommes, il espère mener la reconquête depuis une base solide. Dans le même temps, il tente de briser l'insurrection des Maures, en poussant Cusina à ne plus soutenir Antalas. Prévenu, Gontharis parvient à entraver ce projet. Peu après, il prend la tête d'une révolte au sein même d'une partie de la garnison carthaginoise.  
Aréobindus est alors bloqué dans la cité, car une tempête en méditerranée l'empêche de fuir. Toutefois, il peut encore compter sur la loyauté de la plus grande partie de l'armée, qu'il a réunie pour combattre les Maures. Cependant, après avoir envisagé de combattre Gontharis, Aréobindus manque de courage et se réfugie dans un monastère, où il est finalement arrêté et tué par Gontharis.  
Celui-ci espère alors devenir roi d'Afrique après avoir passé un accord avec Antalas, accord qu'il ne respecte finalement pas. Il meurt lui aussi peu après, tué par Artabanès. 
Areobindus est le premier mari de Préiecta (Praejecta (I) ; nièce de l'empereur Justinien et sœur de Justin II, en tant que fille de Vigilantia), qu'Artabane espère épouser après la mort d'Aréobindus mais l'impératrice Théodora s'y oppose ; elle épouse alors Jean/Ioannes en 546/548 (que MedLands donne comme un petit-neveu de l'empereur Anastase) ; une Praejecta (II), fille ou petite-fille de Praejecta (I) par une des deux unions qu'on vient d'évoquer, est associée à la famille Apion .